# Погожев, Исаак Семёнович
Исаак Семёнович Погожев (чаще Погожий, иногда Погожево) — русский стольник и воевода начала XVII века.
В 1608 году участвовал в свадьбе царя Василия Шуйского, будучи назначен быть вторым «у фонаря». В 1611 году он участвовал в первом (Ляпуновском) ополчении, находясь под начальством Дмитрия Трубецкого, оставаясь там в подмосковном лагере с Трубецким, пока Трубецкой и другие с ним не присягнули в 1612 году Лжедмитрию III. За это стояние под Москвой он получил впоследствии поместный оклад в 750 четей и денежный в 50 рублей. Во время пребывания под Москвой он был ранен, но ушёл из-под Москвы не вследствие ран, но не желая присягнуть самозванцу, так что лишь только стало организоваться новое, нижегородское ополчение, он снова явился под Москву. Его подпись стоит под грамотой воеводы Пожарского с товарищами, посланной из Ярославля к вычегодцам, извещавшей о всеобщем ополчении городов на защиту отечества, о присяге Дмитрия Трубецкого, Ивана Заруцкого и казаков Лжедмитрию III, а также о присылке выборных людей в Ярославль для земского совета и денежной казны на жалованье ратным людям.
7 июня 1613 года, когда царю было возвещено, что шведы подступили к Тихвину, государь послал на Тихвин с прибыльными людьми Фёдора Плещеева и Исаака Погожева. Погожев возбудил против Плещеева местническое дело, на что вышел на следующий год приговор; «такие неродословные люди на таких родословных людей не бивали бы челом и тем государя не кручинивали бы». 10 апреля 1614 года Семён Волынский был послан ставить острог на Броннице, и с ним были посланы головы с сотнями, среди которых был и Исаак Погожев. В том же году, высланный воеводой против шведов, подступивших к Броннице, он отбил их от города, а когда в осенний Троицкий поход (на 25 сентября 1614 года) был у государя стол в селе Воздвиженском, то Погожев с Юрием Сулешевым смотрел в кривой стол. В том же году 27 декабря и 1 января 1615 года при приёме английского посла Джона Мерика, а также 8 января, при приёме Кизильбашского купчины Хоза Муртоса и английских Артура Астона и Якуба Шаля, а также 2 февраля, на отпуске датского посланника Иверта Верна, Погожий был рындой, стоя по левую руку государя.
В декабре этого года были отпущены из-под Смоленска с государевой службы боярин Иван Воротынский с товарищами, а на их место 16 июня посланы были Михаил Бутурлин и Исаак Погожий. В октябре этого года, находясь уже в Смоленске, Бутурлин и Погожий совершали набеги на лагерь Александра Гонсевского, нанося, правда, небольшие поражения. Но согласия между воеводами, видимо, не было: это видно из жалобы, переданной государю чрез гонца (сеунщика), известившего о том, что побили в бою воинов Гонсевского; а также о том, что Бутурлин не пишет в бумагах и известиях его, Погожева, имени, тогда как сам Бутурлин не был в бою да и не пускал своих воинов, а которые воины самовольно отправились в бой тех затем наказывал. 22 октября Бутурлин и Погожий известили государя, что Гонсевский намеревается обойти Смоленск и, выйдя на большую московскую дорогу, двинуться к Москве, куда направлялся и королевич Владислав. Получив об этом известие, государь повелел Никите Борятинскому идти из Ржева в Дорогобуж для помощи оттуда смоленским воеводам, а также для подвоза под Смоленск съестных припасов. Однако, Борятинскому не удалось выполнить поручение: Гонсевский, обойдя Смоленск, стал между Смоленском и Дорогобужем в местечке Твердилицах, загородив дорогу из Москвы в Смоленск. В Смоленске стал чувствоваться крайний недостаток в съестных припасах, и многие воины стали есть лошадиное мясо. Извещённый об этом, государь 7 января 1617 года послал для соединения с Борятинским боярина Юрия Сулешова и Семёна Прозоровского. Сначала как будто дело шло успешно, но когда Гонсевский соединился со Станиславом Чаплинским и с отрядом «лисовчиков», то осаждённые смоленские воеводы были доведены до такой крайней нужды, что принуждены были отступить от Смоленска. Выйдя из острогов, Бутурлин, Погожий и дьяк их Софонов пошли в Белую.
С 1618 по 1620 год Погожий был вторым воеводой в Белгороде. В 1621 году с целым рядом поручений Исаак Погожев был послан государем в сопровождении одного подьячего в Англию. Посланные отправились в Англию чрез Архангельск морем, 20 июля прибыли на Северную Двину, но только 20 августа, снарядившись в дальний путь, они сели на корабль и 9 октября прибыли в Лондон, а 1 ноября получили аудиенцию у короля. Проведя зиму в Лондоне, они только 2 июля 1622 года получили отпуск, 12 июня выехали из Лондона, 19 июля прибыли в Архангельск, а 8 сентября прибыли в Москву, принеся государю грамоту от короля, в которой король выражал желание завязать с Россией самые тесные сношения. Цели отправления посольства были следующие: 1) объявить о том, что бывший из Англии в июле 1620 года посол Джон Мерик не подтвердил присягой договора о союзе России с Англией; 2) жаловаться и даже требовать смертной казни Артуру Астону, который, прибыв на русскую службу из Англии, сносился с врагами России и изменниками её, а когда был отпущен из Москвы, то уже явно мстил московскому правительству; 3) выяснить причины, почему нельзя допустить свободный, беспошлинный пропуск через Россию в Персию, а также 4) снова домогаться, чтобы высланы были из Лондона те четверо детей боярских, которые в 1603 году при царе Борисе Годунове были посланы в Англию для изучения наук, но, как известно, ни один из них не возвратился в Москву. Нужно заметить, что высылки их домогались неоднократно. Первый раз домогался этого посланник Алексей Зюзин (в июне 1613 года), потом подьячий Грязев (отправленный гонцом к королю Якову I в 1615 году), затем выспрашиваем был о них Джон Мерик (прибывший к государю в 1620 году), наконец, велено было теперь и Погожеву напомнить о высылке их английскому правительству.
В 1625 году, когда у государя на приёме и у стола был кизильбашский посол Русан-Бек с товарищами, то среди стольников, находившихся при государе на приёме, а затем и у стола, был и Исаак Погожий. 7 августа 1625 года после приёма государем въезжего из Литвы архиепископа Иосифа Курцевича Погожий ездил «со столом» от государя. 5 (15) февраля 1626 года он был среди поезжан на 2-й свадьбе государя. 12 сентября 1628 года участвовал при приёме купчин кизильбашских Мирмахтуя Магометова и Юсупа Ахметова, присутствуя при государе среди других придворных чинов: бояр, окольничих, стольников и других, одетых в золото. В 1629 году он был послан воеводой в Воронеж, откуда возвращён в следующем 1630 году. В 1631 году он присутствовал опять на приёме, 17 мая, шведского посланника Ант. Монира, когда все чины были опять-таки в золоте.